# Айонія (Айова)
Айонія (англ. Ionia) — місто (англ. city) в США, в окрузі Чикасо штату Айова. Населення — 226 осіб (2020).

## Географія
Айонія розташована за координатами 43°2′10″ пн. ш. 92°27′30″ зх. д. / 43.03611° пн. ш. 92.45833° зх. д. (43.036054, -92.458419).  За даними Бюро перепису населення США в 2010 році місто мало площу 1,43 км², уся площа — суходіл.

## Демографія
Згідно з переписом 2010 року, у місті мешкала 291 особа в 119 домогосподарствах у складі 74 родин. Густота населення становила 204 особи/км².  Було 133 помешкання (93/км²).
Расовий склад населення:
| - 99,7 % — білих |

До двох чи більше рас належало 0,0 %. Частка іспаномовних становила 0,7 % від усіх жителів.
За віковим діапазоном населення розподілялося таким чином: 30,2 % — особи молодші 18 років, 54,3 % — особи у віці 18—64 років, 15,5 % — особи у віці 65 років та старші. Медіана віку мешканця становила 36,8 року. На 100 осіб жіночої статі у місті припадало 102,1 чоловіків;  на 100 жінок у віці від 18 років та старших — 118,3 чоловіків також старших 18 років.
Середній дохід на одне домашнє господарство  становив 54 489 доларів США (медіана — 50 625), а середній дохід на одну сім'ю — 59 355 доларів (медіана — 44 583). Медіана доходів становила 45 750 доларів для чоловіків та 38 500 доларів для жінок. За межею бідності перебувало 7,7 % осіб, у тому числі 0,0 % дітей у віці до 18 років та 12,7 % осіб у віці 65 років та старших.
Цивільне працевлаштоване населення становило 179 осіб. Основні галузі зайнятості: освіта, охорона здоров'я та соціальна допомога — 19,0 %, будівництво — 16,8 %, виробництво — 13,4 %, транспорт — 10,6 %.